# Louis-Balthazar de La Chevardière
Louis-Balthazar de La Chevardière, né à Volx en 30 mai 1730 et mort à Verrières-le-Buisson le 8 avril 1812 est un éditeur de musique français de la seconde moitié du XVIIIe siècle. 
Il a également inspiré  le nom d’une rue a Sucy-en-Brie dans le 94.

## Biographie

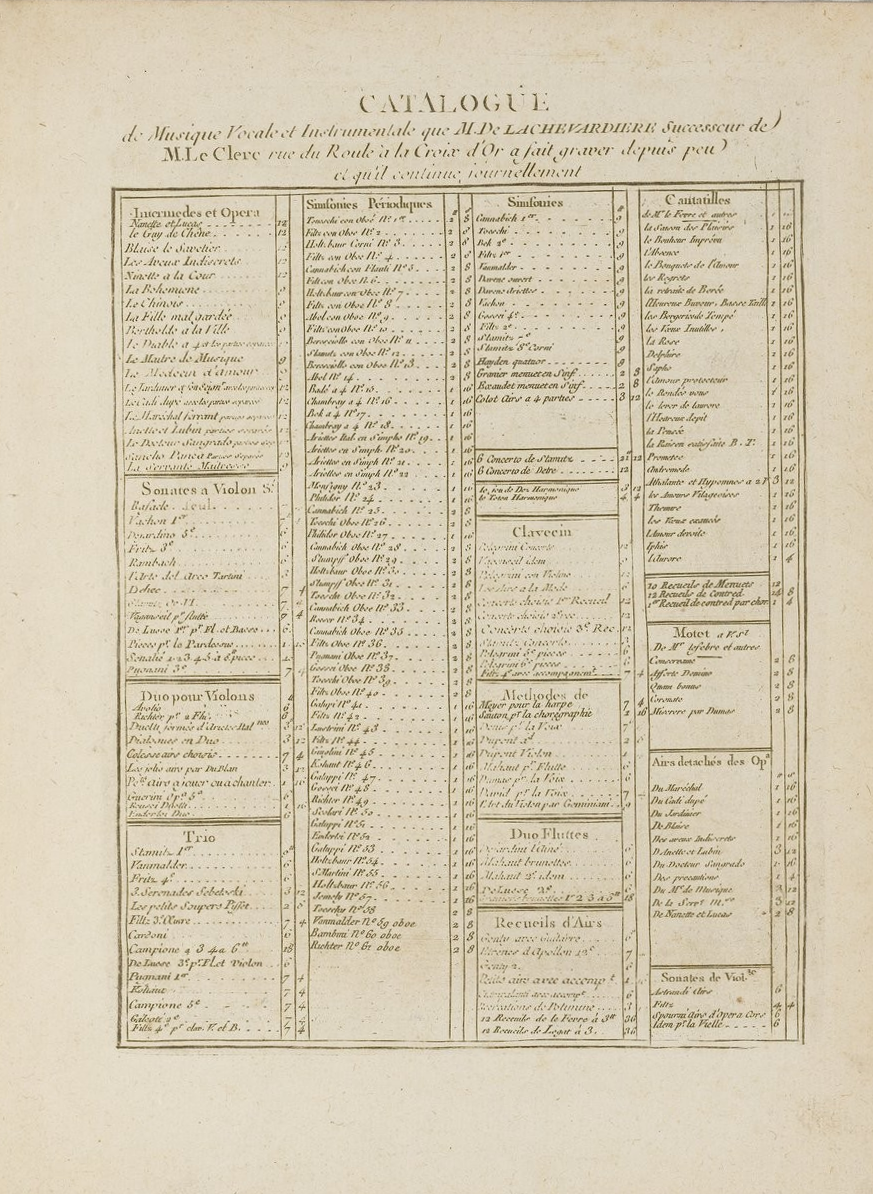
Catalogue de La Chevardière de 1764, en seconde page des Six Simphonies ou quatuors dialogués (Hob. III : 1 à 6) de Joseph Haydn – fonds BnF.

Les activités d’édition de La Chevardière sont annoncées dans plusieurs périodiques au mois d’octobre 1758. Il reprend d'abord l'entreprise que Jean-Pantaléon Le Clerc avait transmis à sa fille, Madame Vernadé. Et en effet, en décembre 1758, La Chevardière se désigne lui-même comme « successeur de M. Le Clerc ». Il s'associe brièvement avec Huberty (1722–1791), qui apparaît conjointement sur certaines partitions de 1759 : Paris, de La Chevardière et Huberti, successeurs de M. Leclerc. Mais jusqu’en 1780, La Chevardière travaille seul. En février 1780 il confie la gestion de la boutique pendant trois ans à sa fille, Élisabeth-Éléonore et son beau-fils Jean-Pierre Deroullède. Le premier décembre 1784, il vend l’entreprise à Pierre Leduc (1755–1818) – frère du compositeur Simon Le Duc – et prend sa retraite à Verrières-le-Buisson, où il devient maire de la ville (1790).
La Chevardière fait preuve d’un grand éclectisme dans ses publications : composées à la fois de la musique facile « à la mode » (danses, vaudevilles, chansons et airs d'opéras comiques) et de partitions « sérieuses » de musique de chambre, symphonies, musique sacrée et même des traités. Dans ce domaine, son catalogue publie notamment Haydn, Jean-Chrétien Bach, Carl et Anton Stamitz, Anton Fils, Toeschi, Cannabich, Locatelli, Boccherini, Jommelli, Pergolèse, Gossec, Grétry, Philidor, Monsigny et Egidio Duni.
Son fils, Alexandre-Louis Lachevardière (1765–1828), est un militant jacobin, puis haut fonctionnaire ; lequel a un fils, Alexandre Lachevardière (1795–1855), librairie-éditeur.